# Судимирка
Судимирка — деревня в Калининском районе Тверской области. Относится к Каблуковскому сельскому поселению.
Расположена в 30 км к востоку от Твери, на левом берегу Волги. В 1 км выше по Волге деревня Лисицы. Напротив, через Волгу, деревня Отроковичи Конаковского района.
В 1997 году — 13 хозяйств, 15 жителей.